# Бунтин, Александр Павлович
Александр Павлович Бунтин (21 сентября 1902, Иркутск — 14 ноября 1985, Воронеж) — советский учёный в области химии и педагог высшей школы. Ректор Томского университета (с 8 сентября 1936 года по начало 1937 года и с марта 1954 года по декабрь 1960 года).

## Биография
Родился в семье приказчика. Окончил в 1915 году Иркутскую Знаменскую народную школу. Учился в Иркутском реальном училище. В 1920 году поступил на химическое отделение физико-математического факультета Иркутского университета, а после его закрытия (1923) был переведён на химическое отделение физико-математического факультета Воронежского университета. В 1924 году окончил Университет (первый выпуск специалистов-химиков), работал лаборантом. В 1926 году поступил в аспирантуру, научный руководитель профессор А. В. Думанский. В 1929 году окончил обучение в аспирантуре, а в 1931 году защитил кандидатскую диссертацию «Пептизация гелей электролитами».
Работал старшим химиком, а затем — заведующим отделом минеральной технологии Центральной промышленной лаборатории совнархоза Центрально-Чернозёмной области, изучал состав железных руд Курской магнитной аномалии. С 1930 года работал в Университете, заместитель декана химико-биологического отделения, заведующий химическим отделением (1931), помощник ректора по учебно-методическому сектору. Присвоено звание доцента (1932). В 1933—1935 годах заведовал кафедрой неорганической химии.
В сентябре 1935 года переведен в Томский университет (ТГУ) на должность заведующего кафедрой неорганической химии (заведовал кафедрой до 1961 года). Декан химического факультета ТГУ (1936—1939; 1941; 1942—1946). Исполнял обязанности ректора ТГУ с 8 сентября 1936 года по начало 1937 года.
В 1941 году защитил докторскую диссертацию «Реакционная способность твердых веществ и кинетика топохимических реакций».
С 1 октября 1949 года исполнял обязанности проректора по научно-исследовательской работе.
С марта 1954 года по декабрь 1960 года — ректор Томского университета.
В 1961 году перешёл на работу в Кабардино-Балкарский университет, где возглавил кафедру неорганической и аналитической химии и уехал из Томска.

## Педагогическая работа
Читал курс неорганической химии, спецкурсы «Химия редкоземельных элементов», «Химия редких элементов» и др.
Основал научную школу химиков неоргаников ТГУ. В время работы в ТГУ подготовил 19 кандидатов химических наук. Среди его учеников академики РАН В. В. Болдырев, Г. В. Сакович.

## Научные интересы
Занимался изучением кинетики и механизма топохимических реакций.

## Награды
орден Ленина (1953)
медаль «За доблестный труд в Великой Отечественной войне 1941—1945 гг.» (1945).